# بوگی ووگی (فیلم)
بوگی ووگی (به انگلیسی: Boogie Woogie) نام یک فیلم کمدی/درام ساخته کشور انگلستان و محصول ۲۰۰۹ می‌باشد. این فیلم با اقتباس از کتابی به همین نام با کارگردانی (چاپ سال ۲۰۰۰) دانکن وارد ساخته شده‌است. فیلم برای نخستین بار در جشنواره فیلم ادینبورگ به اکران گذاشته شد. صحنه‌های فیلم در شهر لندن فیلمبرداری شده‌است.

## خلاصه داستان
داستان فیلم در مورد چند کلکسیونر متمول آثار هنری مفهومی می‌باشد که هر کدام به دنبال تابلوی هنری بوگی ووگی اثر پیت موندریان می‌باشند و حاضرند برای دریافت آن میلیونها دلار هزینه کنند. این رقابت کاذب از نوعی چشم و هم چشمی بین این کلکسیون‌داران سرچشمه گرفته‌است و هر کدام سعی دارند با افزودن این تابلو به مجموعه خود نمایشگاهی از آثار تحت مالکیت خود را بر پا کنند و به دیگری فخر فروشی کنند. اما در پایان پیرمرد یهودی صاحب این تابلو که به شدت با فروختن آن مخالفت کرده‌است در اثر کهولت سن فوت می‌کند و تابلو و سایر اثاثیه منزل وی نیز در حادثه‌ای می‌سوزند. در نتیجه نقشه برپایی نمایشگاه‌های آثار نقاشی شکست می‌خورد. در نهایت، برپایی نمایشگاه توسط دختری خیابانی انجام می‌شود که از تمام رخدادهای واقع شده در طول فیلم با یک دوربین فیلمبرداری آماتور فیلم گرفته‌است و سعی دارد آن را در قالب ویدئو کلیپ‌هایی که نشان دهنده هنر معناگرای وی هستند، به دیگران بقبولاند!